# Округ Вебстер (Луизијана)
Вебстер (енгл. Webster Parish) је округ у америчкој савезној држави Луизијана.

## Демографија
По попису из 2010. године број становника је 41.207, што је 624 (-1,5%) становника мање него 2000. године.
| Група             | 2000.          | 2010.          |
| Белци             | 27.233 (65,1%) | 26.067 (63,3%) |
| Афроамериканци    | 13.735 (32,8%) | 13.823 (33,5%) |
| Азијати           | 80 (0,2%)      | 120 (0,3%)     |
| Хиспаноамериканци | 378 (0,9%)     | 670 (1,6%)     |
| Укупно            | 41.831         | 41.207         |